# Shameik Moore
Shameik Alti Moore (nascido em 4 de maio de 1995) é um ator e músico norte-americano. Ele fez sua estreia como ator principal em Dope (2015) e é mais conhecido por dublar Miles Morales / Homem-Aranha no filme de animação Spider-Man: Into the Spider-Verse (2018) e sua sequência Spider-Man: Across the Spider-Verse (2023), e por interpretar o membro do Wu-Tang Clan Raekwon na série Wu-Tang: An American Saga, do Hulu.

## Vida pessoal
Moore nasceu em Atlanta, Geórgia. Ele estudou na Druid Hills High School. Sua família é originária da Jamaica.

## Carreira
Moore começou com pequenos papéis em programas e filmes como Tyler Perry's House of Payne, Reed Between the Lines e Joyful Noise . Em 2013, ele teve seu primeiro papel principal na televisão na série de comédia Incredible Crew, que foi ao ar na Cartoon Network antes de ser cancelada após a primeira temporada. Ele então ganhou reconhecimento com sua interpretação de Malcolm no filme Dope de 2015, que estreou no Festival de Cinema de Sundance de 2015. O IndieWire incluiu Moore em sua lista de "Os 12 maiores sucessos do Festival de Cinema de Sundance de 2015" por sua atuação no filme. Ele também é um dos cinco protagonistas masculinos da série da Netflix The Get Down, que estreou em 2016 e foi cancelada em 2017.
O ator dublou Miles Morales no filme de animação Homem-Aranha: No Aranhaverso da Sony Pictures Animation, que foi lançado em dezembro de 2018, reprisou o papel em Spider-Man: Across the Spider-Verse de 2023 e o fará novamente em Spider-Man: Beyond the Spider-Verse. De 2019 a 2023, ele interpretou Raekwon do Wu-Tang Clan em Wu-Tang: An American Saga do Hulu.

## Filmografia
| † | Indica obras que ainda não foram lançadas |

### Filme
| Ano  | Título                                  | Papel                                               | Notas                                                       |
| ---- | --------------------------------------- | --------------------------------------------------- | ----------------------------------------------------------- |
| 2012 | Joyful Noise                            | Mestre do Coro Nossa Senhora das Lágrimas Perpétuas |                                                             |
| 2015 | Dope                                    | Malcolm Adekanbi                                    | Indicado — Critics' Choice Movie Award de Melhor Ator Jovem |
| 2018 | Os Pretenders                           | Phil                                                |                                                             |
| 2018 | Spider-Man: Into the Spider-Verse       | Miles Morales / Homem-Aranha                        | Voz                                                         |
| 2019 | Deixe nevar                             | Stuart Bale                                         |                                                             |
| 2020 | Cut Throat City                         | Piscar                                              |                                                             |
| 2022 | Samaritan                               | Devin Holloway                                      |                                                             |
| 2023 | Spider-Man: Across the Spider-Verse     | Miles Morales / Homem-Aranha                        | Voz                                                         |
| 2023 | The Spider Within: A Spider-Verse Story | Miles Morales / Homem-Aranha                        | Voz; curta-metragem                                         |
| 2024 | The Gutter                              | Walt                                                |                                                             |
| 2025 | One Spoon of Chocolate                  | TBA                                                 | Pós-produção                                                |
| 2027 | Spider-Man: Beyond the Spider-Verse     | Miles Morales / Homem-Aranha                        | Voz; Em produção                                            |

### Televisão
| Ano       | Título                       | Papel              | Notas                                |
| --------- | ---------------------------- | ------------------ | ------------------------------------ |
| 2011      | House of Payne               | Dante              | Episódio: "Brincando com Fogo"       |
| 2011      | Reed Between the Lines       | Blake              | Episódio: "Vamos Falar Sobre Cabelo" |
| 2011      | The Elf on the Shelf         | Zart               |                                      |
| 2012–2013 | Incredible Crew              | Vários personagens | Elenco principal                     |
| 2013      | The Watsons Go to Birmingham | James Jr.          | Filme para TV                        |
| 2016–2017 | A descida                    | Shaolin Fantástico | Elenco principal                     |
| 2019–2023 | Wu-Tang: Uma Saga Americana  | Sha/Raekwon        | Elenco principal                     |

## Discografia

### Álbuns de estúdio
| Título | Detalhes do álbum                                                                                 |
| ------ | ------------------------------------------------------------------------------------------------- |
| 30058  | - Lançado: 15 de julho de 2015 - Gravadora: We Music Group - Formato: Download digital, streaming |

### Mixtapes
| Título        | Detalhes do álbum                                                                        |
| ------------- | ---------------------------------------------------------------------------------------- |
| I Am The Beat | - Lançado: 30 de janeiro de 2012 - Rótulo: Nenhum - Formato: Download digital, streaming |